# Digraphe (revue)
Pour les articles homonymes, voir Digraphe.
Digraphe est une revue littéraire française fondée en 1974 par Jean Ristat.  

## Revue Digraphe
Jean Ristat fonde en 1974 la revue et la collection Digraphe, titre proposé par Jacques Derrida, dont il transpose alors en vers le récent essai La Pharmacie de Platon (cf. le supplément à la réédition de 1974). Il y publie notamment de jeunes auteurs (Danièle Sallenave, Philippe de La Genardière par exemple), mais aussi des textes de Francis Ponge et Jacques Derrida.
Le comité de rédaction est d'abord composé de Jean-Joseph Goux, Luce Irigaray et Danièle Sallenave. Jacques Derrida y publiera à plusieurs reprises, notamment un long texte, « Le Parergon », dans les numéros 2 et 3, qui constituera une partie d'un essai publié quelques années plus tard chez Flammarion, La Vérité en peinture (1978). La revue est successivement publiée par les éditions Galilée, Flammarion, Temps actuels, Messidor, le Mercure de France, puis par Digraphe éditeur. 
Les premiers numéros des éditions Galilée portaient le sous-titre « Théorie / Fiction » ; ceux du Mercure de France « Section française des Vigilants de Saint-Just ». La publication est arrêtée en 2000.
En mars 1994, la revue consacre un numéro entier à la musique techno.

## Auteurs publiés dans la revue
La revue a notamment publié des textes de Pierre Albert-Birot, Louis Althusser, Guillaume Apollinaire, Louis Aragon, Paul Aron, Antonin Artaud, François Aubral, Gérard Augustin, Francis Bacon, James Baldwin, Jean Barral, Roland Barthes, Georges Bataille,  Charles Baudelaire, Philippe Beck, René Belletto, Gilles Berquet, Julien Blaine, William Blake, Maurice Blanchot, Léon Bloy, François Bon, Jorge Luis Borges, Pierre Boudot, Pierre Bourgeade, Bill Brandt, Michel Bulteau, Michel Butor, Lord Byron, Geneviève Clancy, Nicolas de Condorcet, Salvador Dali, Jacques Derrida, Marceline Desbordes-Valmore, Alexandre Dumas, Jacques Dupin, Jean-Michel Espitallier, Annick Foucault, Michel Foucault, Maurice de Gandillac, André Gide, Jean-Paul Goux, Philippe Guénin, Bernard Heidsieck, Michel Houellebecq, Victor Hugo, Eugène Ionesco, Jean-Michel Maulpoix, François Mauriac, Maurice Roche, Jean-Paul Sartre, Jean Thibaudeau.

## Collection « Digraphe »
Préexistant à la revue, la collection « Digraphe », dirigée par Béatrice Durupt et Jean Ristat, est éditée dès 1973 aux éditions Fayard. En 1974 Glas de Jacques Derrida est publié dans la nouvelle collection « Digraphe » aux éditions Galilée. Par la suite, après avoir été hébergée par Flammarion, la collection publie quelques ouvrages en 1994 aux éditions Gallimard, avant d'être éditée par la revue elle-même, dans le cadre des éditions du Mercure de France.